# Schlüsselabhängigkeit
Das Prinzip der Schlüsselabhängigkeit ist ein einfaches Verfahren der Sicherung von Zugfahrten. Es basiert darauf, dass pro Betriebsstelle verschiedene Formen von Schlüsseln jeweils nur einmal vorhanden sind. Hierdurch steht jeder Schlüssel für eine einzelne gesicherte Stellung von Fahrwegelementen, beispielsweise für die Stellung einer Weiche.

## Funktionsweise
Auf dem Prinzip der Schlüsselabhängigkeit können Abhängigkeiten der Außenanlage zu Stellwerken, Abhängigkeiten innerhalb der Stellwerke oder auch ganze Sicherungsanlagen aufgebaut sein. Durch die einfache und relativ robuste Technik gibt es viele Anwendungsmöglichkeiten, in manchen Fällen werden auch bei modernen Stellwerken noch Schlüsselabhängigkeiten neu eingebaut.
Grundsätzlich gibt es für jeden Schlüssel zwei oder mehr mögliche Positionen, er ist entweder in der einen oder in der anderen Position eingeschlossen oder befindet sich gerade auf dem Weg von der einen zu anderen Position. Sicherungstechnische Schlösser sind so konstruiert, dass der Schlüssel nur entnommen werden kann, wenn das Schloss verschlossen ist. Schlösser, mit denen Abhängigkeiten hergestellt werden können, sind nur dann zu verschließen, wenn die zu verschließende Einrichtung in der geforderten Endlage steht. Ist es konstruktiv möglich, dann darf sich ein Schloss in verschlossener Stellung nicht von der zu verschließenden Einrichtung entfernen lassen.
In der deutschen sowie in deutscher Tradition stehenden Sicherungstechnik gibt es 12 Schlüsselformen und ihr jeweiliges Spiegelbild, die sich geometrisch soweit unterscheiden, dass kein Schlüssel in ein Schloss einer anderen Form passt. Zusätzlich existieren sechs Gruppen, die sich durch Einschnitte in den Schlüsselbart an unterschiedlicher Stelle unterscheiden. Damit gibt es 144 theoretische Kombinationen, wobei nicht jede Schlüsselform mit jeder Gruppe kombiniert werden soll. Jede Schlüsselform darf in einem Bahnhof bzw. Stellwerksbezirk nur einmal auftreten. Nach Möglichkeit sollen vorzugsweise die mechanisch einfachen aufgebauten Gruppen 0 und 1, die durch ein auf den Schließriegel des betreffenden Schlosses aufgenieteten Blechstreifen realisiert werden, genutzt werden. Eine zusätzliche Festlegung besteht für die Gruppe 3. Diese soll vorrangig für Bauzustände reserviert werden.
Das einfachste Beispiel ist eine schlüsselabhängige Weiche: Im Stellwerk kann ein Schlüssel freigegeben werden, und mit diesem Schlüssel wird dann das Schloss am Handverschluss der Weiche aufgeschlossen, so dass diese umgestellt werden kann. Solange der Schlüssel nicht wieder eingeschlossen wird, sind Zugfahrten über diese Weiche in ihrer Ausgangslage ausgeschlossen, da der fehlende Schlüssel anzeigt, dass die Weiche nicht in der erforderlichen Lage gesichert ist und somit eine unrichtige haben könnte.
Kann die Weiche in beiden Stellungen von Zugfahrten befahren werden oder bestehen Folgeabhängigkeiten, existiert für die andere Endlage der Weiche ein weiteres Schloss, dessen Schlüssel dann nach Umstellung der Weiche entnommen werden kann.

## Handverschluss
An den beweglichen Fahrwegelementen, wie beispielsweise Weichen, Gleissperren oder Kreuzungen mit beweglichen Herzstückspitzen, sind sogenannte Handverschlüsse angebracht. Diese werden unmittelbar von Hand mittels des zugehörigen Schlüssel verschlossen, wodurch das zu sichernde Fahrwegelement in einer definierten Lage festgelegt und der Schlüssel freigegeben wird. Dieser Schlüssel kann dann an anderer Stelle weiterverwendet werden.

## Stellwerk
So vielfältig wie die Anwendungsmöglichkeiten sind, so viele Möglichkeiten der Einbindung einer Schlüsselabhängigkeit in die Stellwerkslogik gibt es. Schlösser für Schlüsselabhängigkeiten können mit jeder Stellwerksbauform genutzt werden.

### Schlüsselbrett
Schlüsselbretter stellen die einfachste Form der Integration von Schlüsselabhängigkeiten in Stellwerke dar. Dabei prüft der Fahrdienstleiter ob alle für die Fahrstraße notwendigen Schlüssel am Schlüsselbrett hängen, bevor er die Zugfahrt frei gibt. Es besteht somit keine technische Signalabhängigkeit. Die Schlüsselhalter sind rot hinterlegt, damit fallen fehlende Schlüssel optisch auf. Ein Schlüsselbrett enthält zusätzlich einen Lageplan der Betriebsstelle und eine Tabelle als Verzeichnis, welche Schlüssel für welche Fahrt im Dienstraum vorhanden sein müssen.
Auch in anderen Stellwerksbauformen gibt es Schlüsselbretter für vorübergehend angebrachte Handverschlüsse. Diese enthalten Schlüsselhalter für die im Stellwerk vorhandenen Handverschlüsse, die im Bedarfsfall genutzt und beispielsweise mit Kreide beschriftet werden, falls Weichen bei Bauzuständen oder Störungen mit einem Handverschluss gesichert werden müssen. Das betrifft auch die kleineren Schlüssel für Zungensperren. An einem solchen Schlüsselbrett gibt es in mechanischen Stellwerken außerdem Aufnahmen für den oder die Einrückhebel und, wenn bauformabhängig erforderlich, für die Hilfsgeräte für Weichen- und Riegelhebel. An diesem Schlüsselbrett wird auch der Schlüssel für den Spannwerksraum aufbewahrt.
Eine weitere Form ist der Ersatzschlüsselkasten. Ersatzschlüsselkästen befinden sich auf den Befehlsstellwerken, sie enthalten Schlüsselalter mit den Ersatzschlüsseln für alle im Zuständigkeitsbereich des Fahrdienstleiters vorhandenen Schlösser und Schlüsselabhängigkeiten. Dieser Ersatzschlüsselkasten ist versiegelt, zusätzlich sind die Ersatzschlüssel einzeln in den Schlüsselhaltern angesiegelt. Diese Ersatzschlüssel bilden die Reserve, wenn ein Schlüssel verlorengeht oder unbenutzbar beschädigt wird. Bei Verwendung eines Ersatzschlüssels gilt die Signalabhängigkeit im betreffenden Bahnhof als aufgehoben. In dauernd fernbedienten Stellwerken ohne örtliche Bedienenrichtung befindet sich der Ersatzschlüsselkasten im Relais- bzw. Technikraum unter Sicherheitsverschluss.

### Schlüsselwerk
Bei den Schlüsselwerken besteht fast das gesamte Stellwerk aus Schlüsselabhängigkeiten, ein Schlüssel für eine Fahrstraße kann nur ausgeschlossen werden, wenn die richtigen Weichenschlüssel eingeschlossen sind. Wenn der Fahrstraßenschlüssel ausgeschlossen wird, kann man mit ihm (direkt oder indirekt) das Signal stellen. Gleichzeitig werden aber damit die Weichenschlüssel des jeweiligen Fahrweges festgehalten. Da man die Schlüssel für die Weichen nicht mehr entnehmen kann, ist ein Umstellen dieser nicht mehr möglich, der Fahrweg also gesichert.
In Verbindung mit Schlüsselsperren sind auch elektrisch gestellte Außenanlagen über ein Schlüsselwerk signalabhängig zu machen.

### Mechanische Stellwerke
In mechanischen Stellwerken können Schlüssel entweder mittels eines Schieberschlosses oder mittels eines Hebelbankschlosses, das auf einen freien Hebelplatz aufgesetzt wird und wie ein Hebel ein Verschlusselement bewegt, direkt in die Signalabhängigkeit eingebunden werden.

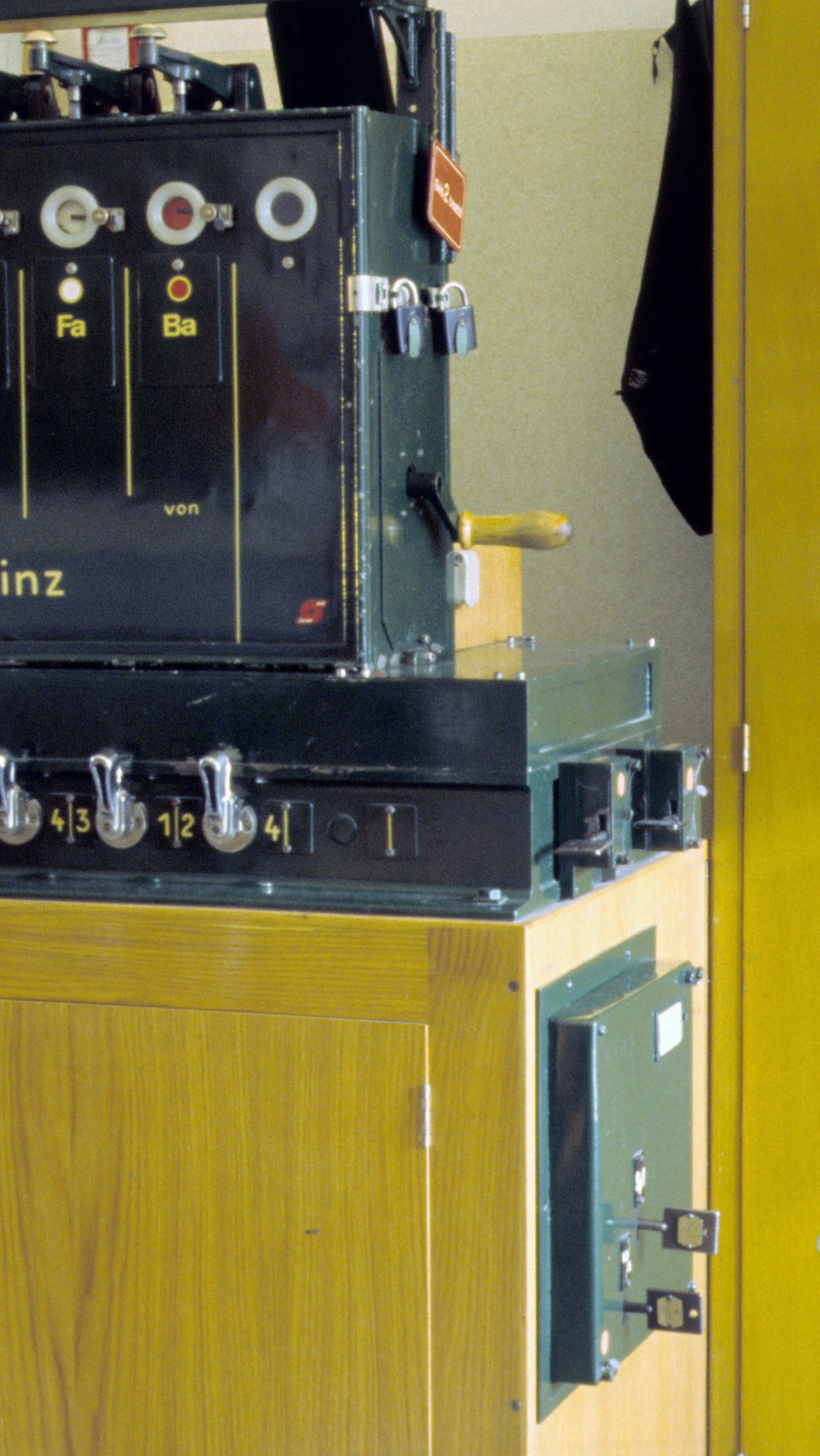
Kleines Zentralschloss (rechts unten) und zwei Schieberschlösser (darüber) an einem österreichischen Befehlswerk Bauart 5007 in Melk, 1986

Beim österreichischen Regelstellwerk 5007 wurden in der Regel Schieberschlösser verwendet, die direkt auf die Fahrstraßenschieber oder eigene Verschlussschieber einwirkten. Damit wurde eine sehr kleine Konstruktion möglich, die überdies keinen eigenen Hebelplatz benötigte. Daneben wurden aber auch Hebelbankschlösser verwendet, die immer zwei Schlösser enthielten, die mit verschiedenen Schlüsseln gesperrt werden. Wenn nur ein Schloss benötigt wird (etwa bei der Freigabe eines Signalschlüssels), wird das zweite Schloss mit einer Abdeckung versehen.
Bei deutschen Anlagen gibt es Hebelbankschlösser mit einem oder zwei Werkschlössern. Erstere werden verwendet, um Anlagenteile mit nur einer zu sichernden Stellung wie Wegübergangssicherungsanlagen signalabhängig zu machen. Bei Hebelbankschlössern mit zwei Schlössern ist der Übertragungswinkel zum Verschlussbalken nach vorn verlängert und läuft in einen Handgriff aus, da ein festes Anlenken an die Schließriegel beider Werkschlösser nicht möglich ist. Mit einem solchen Hebelbankschloss lassen sich Anlagenteile wie Weichen in zwei Stellungen signalabhängig machen. Genutzt wird diese Möglichkeit auch, um elektrisch ferngestellte Weichen in mechanische Stellwerksanlagen einzubinden. Das Gegenstück der Werkschlösser des Hebelbankschlosses sind dann elektrische Schlüsselsperren. Nur, wenn sich beide Schlüssel in diesen Schlüsselsperren befinden, ist die dazugehörende Weiche umstellbar. Das Vorhandensein des richtigen Schlüssels wird dann bei jeder Fahrstraßeneinstellung auf ähnliche Art und Weise geprüft wie beispielsweise die Lage der Weichen. Ein Einbinden über eine Schlüsselsperre in den elektrischen Teil des Stellwerks (Blockschaltung) ist ebenso denkbar. Auch bei deutschen Stellwerken gibt es den österreichischen Schieberschlössern vergleichbare Lösungen durch Abhängigkeitsschlösser, konstruktiv Gleissperrenschlösser ohne Schlüsselabdeckung, an den Stirnseiten der Verschlusskästen und verlängerten Fahrstraßenschubstangen mit Einschnitt für den Schließriegel.
Eine weitere Möglichkeit bilden in den Blockaufsatz einzubauende Blockschlösser. Ein Blockschloss ermöglicht das Blocken des dazugehörenden Blockfeldes nur, wenn der entsprechende Schlüssel eingeschlossen ist. Entnehmen lässt er sich nur, wenn das Feld entblockt ist.

### Elektromechanische Stellwerke
In elektromechanischen Stellwerken können Weichen mittels besonderer Hebelbankschlösser (nach ihrem Erfinder »Steigerschloss« genannt) schlüsselabhängig gemacht werden. Das Steigerschloss wird auf der Vorderkante des mechanischen Verschlussregisters über einem Weichenhebel aufgesetzt. Es enthält zwei Werkschlösser, deren Schlüssel beide nur in der 45°-Stellung des Weichenhebels entnommen werden können. Bei älteren Anlagen gab es oft ein fest eingebautes Steigerschloss an einem unbenutzten Reserveweichenhebel. Dieser musste für die Einbindung einer vorübergehend elektrisch nicht stellbaren Weiche nur mit den betreffenden Verschlussstücken auf den Fahrstraßenschiebern ausgerüstet werden. Das Steigerschloss ist vor allem für zeitweise handbediente Weichen gedacht, der Weichenhebel lässt sich nur in die jeweilige Lage bringen, wenn der zugehörige Schlüssel eingeschlossen ist.
Eine Einbindung über Schlüsselsperren in die Fahrstraßenschaltungen ist bei neueren Anlagen üblicher. Vorteilhaft ist die einfachere Bedienung und kein benötigter Hebelplatz.

### Gleisbildstellwerke und Elektronische Stellwerke
Bei Gleisbildstellwerken und Elektronischen Stellwerken sind meist nur wenig befahrene Weichen schlüsselabhängig, der Großteil vielmehr elektrisch gesteuert. Der Weichenschlüssel ist in der Grundstellung der Weiche in einer Schlüsselsperre aufbewahrt. Oft befindet sich diese Schlüsselsperre nicht im Stellwerk, sondern in der Nähe der Weiche. Der Fahrdienstleiter kann die Schlüsselsperre freigeben, der Weichenbediener den Schlüssel ausschließen und damit die Weiche umstellen. Dadurch werden aber sämtliche Fahrstraßen über diese Weiche ausgeschlossen. Das Zulassen einer Zugfahrt mittels Hauptsignalfahrtstellung über diese Weiche ist erst wieder möglich, wenn sie verschlossen und der Schlüssel in der Schlüsselsperre verriegelt ist.
Bei WSSB-Stellwerken ist die Möglichkeit, vorübergehend elektrisch nicht fernstellbare Weichen schlüsselabhängig zu machen, von vornherein vorgesehen und in der Regel auch schaltungsmäßig vorbereitet. Dafür sind ein, bei größeren Bahnhöfen auch mehrere Schränke mit elektrischen Schlüsselsperren vorhanden. Je nach Stellwerksbauform werden sie über einen Stecker an Stelle des Weichenschalters (GS I), des Betriebsartensteckers (GS II DR) oder eines besonderen Programmsteckerplatzes auf der Weichengruppe (alle Spurplanbauformen) ohne zusätzliche Schaltarbeiten angeschlossen.

### Bauzustände
Wenn an der Strecke gebaut wird, werden Bauweichen oder Weichen, deren normaler Antrieb nicht nutzbar ist, oft schlüsselabhängig gemacht. Da die Weiche vor Ort gestellt wird, ist keine zusätzliche Überwachung durch die Stellwerkstechnik mehr möglich. Lediglich eine Schlüsselsperre oder ein einfaches Schloss muss in das Stellwerk eingebunden werden. Dadurch braucht im Stellwerk selbst nicht viel geändert zu werden. Einzelne Baugleissperren oder -weichen werden auch schlüsselabhängig zu fernbedienten Weichen gemacht (umgekehrte Folgeabhängigkeit). Damit lässt sich auf einfache Weise ein Flankenschutz herstellen, ohne das Stellwerk selbst ändern zu müssen. Die Weiche, über die ein Baugleis erreichbar ist, erhält für die Stellung in dieses ein Weichenschloss. Verschließt man sie in dieser Stellung, wird der Schlüssel für die flankenschutzbietende Baugleissperre, in seltenen Fällen auch eine Bauweiche frei, die damit abgelegt oder umgestellt werden kann. Solange der Schlüssel in der Weiche eingeschlossen ist, kann man diese vom Stellwerk aus beliebig stellen, die verschlossene Gleissperre oder Bauweiche bietet Flankenschutz. Wenn ein Fahrzeug in das Baugleis ein- oder aus ihm herausfahren soll, wird die Weiche in die entsprechende Lage gebracht und verschlossen. Mit dem dadurch freigewordenen Schlüssel kann die Baugleissperre abgelegt werden. Solange die Weiche in dieser Lage verschlossen ist, ist das Einstellen von Fahrstraßen, für die der Flankenschutz durch die Baugleissperre erforderlich ist, nicht möglich.

## Folgeabhängigkeiten

Beispiel einer Folgeabhängigkeit einer Weiche ins Nebengleis von einer Gleissperre

Zwei Fahrwegelemente sind folgeabhängig, wenn sie nacheinander gestellt werden müssen, das zweite Element lässt sich erst stellen, wenn das erste sich in der richtigen Stellung befindet. Meist ist eine Weiche folgeabhängig zu einer Gleissperre oder der dazugehörigen Schutzweiche/Flankenschutzweiche.
Folgeabhängigkeiten lassen sich mit Schlüsselabhängigkeiten relativ einfach umsetzen. Mit dem Schlüssel aus dem Stellwerk kann man das erste Fahrwegelement (sehr häufig eine Gleissperre) aufschließen und umstellen. In der anderen Stellung erhält man einen weiteren Schlüssel, mit dem man das zweite Fahrwegelement (meist die zugehörige Weiche) aufschließen und stellen kann. Bei Bedarf kann dieses auch noch in der zweiten Stellung verschließbar sein.
Auf diese Weise können zwei oder mehr Fahrwegelemente gesichert werden, im Stellwerk werden alle aber nur als ein Element eingebunden. Lediglich die Beschriftung weist dort darauf hin, dass mehrere Elemente mit einem Schlüssel gesichert werden.

### Reihenfolge der Folgeabhängigkeit
Das typische Beispiel für eine Folgeabhängigkeit ist eine Weiche mit der flankenschutzbietenden Gleissperre. Historisch wurde erst die Gleissperre abgelegt und dann die Weiche ins Nebengleis gestellt. Der Vorteil daran ist, dass man nicht versehentlich verkehrtherum auf die Gleissperre fahren kann, da diese dann Schaden nimmt und die Entgleisung in die falsche Richtung geht. Der Nachteil ist, dass eine Rangierfahrt aus dem Nebengleis versehentlich die falsch gestellte Weiche auffahren könnte.
In neuerer Zeit ging man dazu über, bei nicht örtlich besetzten Stellwerken die Folgeabhängigkeit andersherum zu bauen, die Weiche wird zuerst gestellt, und mit dem Schlüssel der Weiche in der umgestellten Lage kann die Gleissperre abgelegt werden. Der Grund ist, dass die Weiche nicht mehr aufgefahren werden kann, dafür könnte man aber falschherum auf die aufgelegte Gleissperre fahren. Eine aufgefahrene Weiche müsste aufwendig überprüft werden, aus diesem Grund wurde dies oft vertuscht. Eine defekte Gleissperre lässt sich wesentlich schwieriger vertuschen.

## Weitere Schlüsselabhängigkeiten
Hindernisse im Fahrweg können schlüsselabhängig gebaut werden. Gegenstände, die zeitweise in den Lichtraum hereinragen, wie z. B.
- Wasserkräne,
- Hallen- oder Fluttore,
- Verladeeinrichtungen

oder auch bewegliche Brücken oder ortsbediente Bahnübergänge bekommen ein Schloss, dessen Schlüssel sich nur dann ausschließen lässt, wenn der Lichtraum frei ist. Im Stellwerk können Fahrten entsprechend nur dann freigegeben werden, wenn der Schlüssel im Stellwerk oder einer Schlüsselsperre eingeschlossen ist.
Ähnliche Verfahren lassen sich bei Hubbrücken, Toren an Werkseinfahrten oder ähnlichem anwenden. Der jeweilige Schlüssel lässt sich immer nur dann ausschließen, wenn das Gleis befahrbar ist.

## Anschlussstellen
Die Anschlussweiche und die dazugehörende Flankenschutzeinrichtung einer Anschlussstelle (kurz Anst) oder einer Ausweichanschlussstelle (kurz Awanst) muss ebenfalls in die Signalabhängigkeit einbezogen werden. Wegen des Kostenaufwandes für die Fernbedienung mit elektrischen Weichenantrieben und zusätzlichen Sperrsignalen werden auch heute noch und auch beim Neubau von elektronischen Stellwerken Anschlussstellen schlüsselabhängig eingebunden.
Der Schlüssel für die Bedienung der Anschlussweiche einer Anschlussstelle wird im für die Bedienungsfahrten zuständigen Stellwerk des benachbarten Bahnhofs aufbewahrt und ist dort in einem Werkschloss oder einer Schlüsselsperre eingeschlossen, aus welchen er nur bei Grundstellung des Streckenblocks und vorhandener Erlaubnis entnommen werden kann. Sobald der Schlüssel entnommen wurde, kann nicht mehr gewährleistet werden, dass die Anschlussweiche gesichert ist, weshalb Zugfahrten mit Blockbedienung verhindert werden. Unter anderem aus diesem Grund muss die Bedienfahrt auch als Sperrfahrt verkehren. Da der Schlüssel von jeder Bedienungsfahrt mitgenommen wird und dieser erst mit deren Rückkehr wieder eingeschlossen werden kann, ist ein Einschließen und wieder Freigeben der Strecke nicht möglich. Zur Erzwingung der Bedienreihenfolge bestehen zwischen Anschlussweiche und Flankenschutzeinbrichtungen Folgeabhängigkeiten. 
Bei Ausweichanschlussstellen gibt es eine zusätzliche Schlüsselsperre in der Nähe der Anschlussweichen. Die Anschlussbedienung erfolgt wie bei einer einfachen Anschlussstelle, doch ist es möglich, die Weichen nach dem Einfahren der Übergabefahrt in den Anschluss wieder in Grundstellung zu bringen, zu verschließen und den Schlüssel in die Schlüsselsperre einzuschließen. In mechanischen und schaltungsabhängig elektromechanischen Stellwerken wird dadurch ein Hilfsschlüssel frei, der in das Hebelbank- oder Werkschloss eingeschlossen werden kann. Damit wird die Strecke wieder freigegeben. In elektrischen Stellwerken kann die Schlüsselsperre an der Anschlussstelle direkt in die Abhängigkeitsschaltungen einbezogen werden. Die Rückfahrten der Übergabefahrten zurück zum Ausgangsbahnhof funktionieren im Prinzip genauso. Auf Grund der kürzeren Sperrzeiten behindern Bedienungsfahrten zu Ausweichanschlussstellen den Betrieb weniger als zu einfachen Anschlussstellen.